# Rotor Flettnera

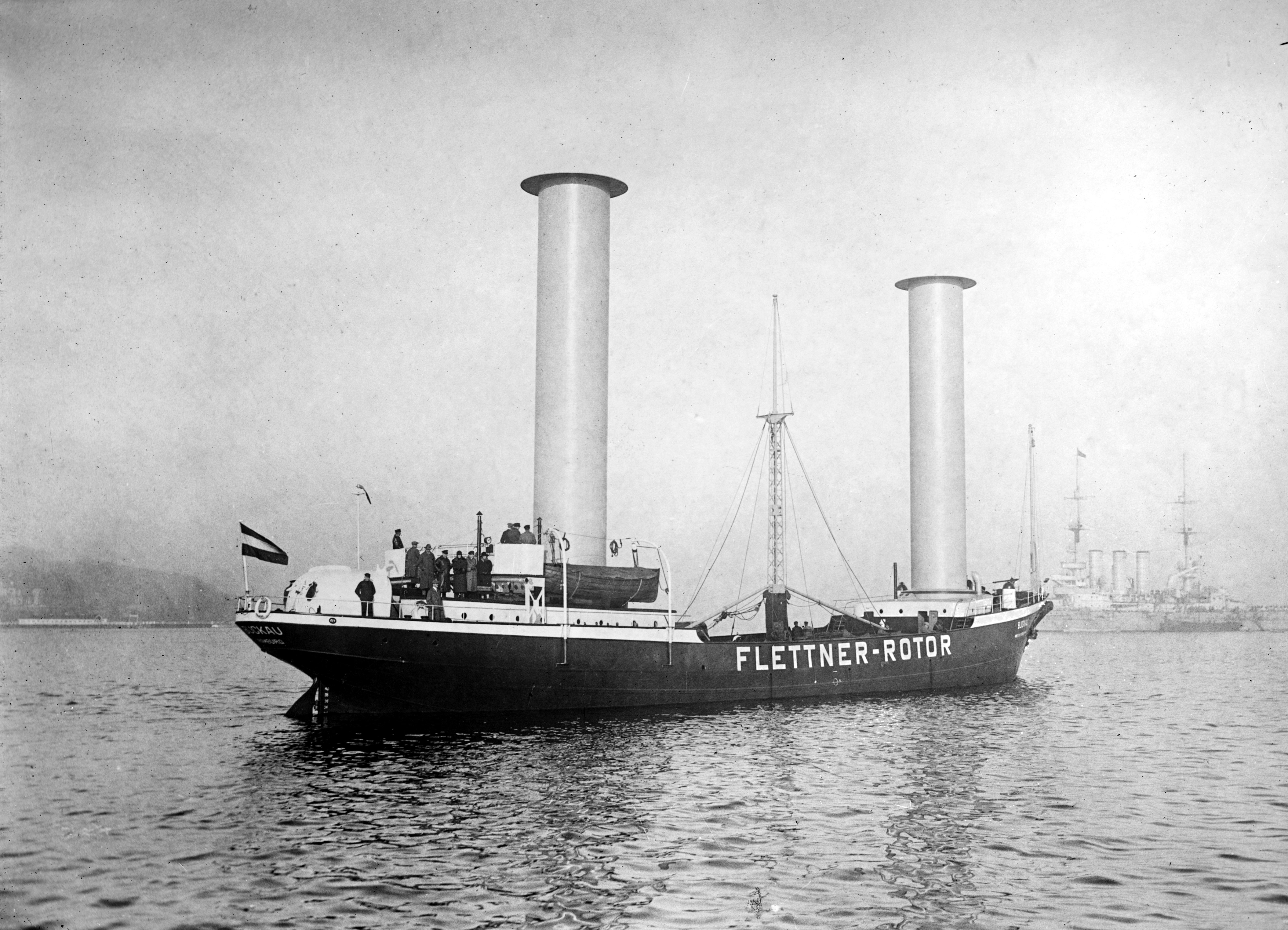
Statek Buckau z rotorami zaprojektowanymi przez A. Flettnera

Rotor Flettnera, wirnik Flettnera – alternatywny napęd aerodynamiczny w postaci wirującego walca wystawionego na działanie wiatru, oparty na efekcie Magnusa. Walec ten może być używany jak żagiel. Nazwa pochodzi od nazwiska wynalazcy Antona Flettnera.

## Budowa

Rotor jako napęd jednostki pływającej

Rotor Flettnera wykorzystywany jako napęd jednostek pływających jest stojącym pionowo wirującym cylindrem z blachy lub tworzywa sztucznego zakończonym obustronnie dużymi kołnierzami. Kołnierze utrzymują przepływ powietrza wokół cylindra zapewniając odpowiedni przepływ przy końcach rotora, a więc zmniejszają opór indukowany. Cylinder obraca się ze zmienną prędkością dzięki własnemu napędowi np. elektrycznemu.

## Zasada działania

Siły działające na rotor

Wirujący cylinder wystawiony na działanie wiatru powoduje powstanie siły nośnej prostopadłej do kierunku wiatru na podstawie efektu Magnusa.

## Zastosowanie
Jak dotąd, rotor Flettnera został zastosowany w nielicznych łodziach i samolotach eksperymentalnych. Na Białorusi znajduje się wolnostojąca turbina wiatrowa z dwoma rotorami Flettnera.

### Statki
- rotorowce
- Uni-Kat Flensburg

### Samoloty
- samolot z rotorami Flettnera